# ستيفن ولمان
ستيفن ولمان (بالإنجليزية: Stephen Wellman)‏ (31 أغسطس 1982 في مالطا - ) هو لاعب كرة قدم مالطي في مركز الدفاع. شارك مع منتخب مالطا لكرة القدم. أما مع النوادي، فقد لعب مع نادي فلوريانا ونادي مارساشلوك وVittoriosa Stars F.C. ‏ وŻurrieq F.C. ‏ وQormi F.C. ‏.

## وصلات خارجية
- ستيفن ولمان على موقع قاعدة بيانات كرة القدم.إي يو (الإنجليزية)
- ستيفن ولمان على موقع ناشيونال فوتبول تيمز (الإنجليزية)
- ستيفن ولمان على موقع Soccerway.com (الإنجليزية)
- ستيفن ولمان على موقع عالم كرة القدم.نت (الإنجليزية)